# دينيس غولوفانوف
دينيس غولوفانوف (بالروسية: Голованов, Денис Юрьевич) مواليد 27 مارس 1979 في سوتشي، هو لاعب كرة مضرب روسي سابق بدأ مسيرته كمحترف سنة 1998 وكان يلعب باليد اليسرى. أعلى تصنيف له في الفردي كان المركز الـ 152 في سنة 2002. أعلى تصنيف له في الزوجي كان المركز الـ 104 في سنة 2002.

## النهائيات

### الزوجي: 1 (1–0)
| الحصيلة | الرقم | السنة | الدورة              | الأرضية | الشريك           | المنافس في النهائي          | النتيجة في النهائي |
| ------- | ----- | ----- | ------------------- | ------- | ---------------- | --------------------------- | ------------------ |
| الفوز   | 1.    | 2001  | سانت بطرسبرج, روسيا | صلبة    | يفغيني كافلنيكوف | إيراكلي لابادزي مارات سافين | 7–5, 6–4           |

## روابط خارجية
- دينيس غولوفانوف على موقع رابطة محترفي التنس (الإنجليزية)
- دينيس غولوفانوف على موقع الاتحاد الدولي لكرة المضرب (الإنجليزية)
- دينيس غولوفانوف على موقع خلاصة التنس.كوم (الإنجليزية)